# Heraclio de Auvernia
Heraclio de Auvernia (1128–1190/1191) fue arzobispo de Cesarea y patriarca de Jerusalén.
Heraclio era de la región de Gévaudan, en Auvernia, Francia. Estudió derecho en la Universidad de Bolonia al igual que su futuro rival, Guillermo de Tiro, y sus amigos Esteban de Tournai y Graciano. Llegó al Reino de Jerusalén antes de 1168, siendo nombrado archidiácono de Jerusalén en 1169. Intentó sin éxito persuadir al papa Alejandro III para que restableciera a Gilbert d'Aissailly como Gran Maestre de los Caballeros Hospitalarios, a pesar de que el Papa elogió su presentación del caso. En 1175 fue nombrado arzobispo de Cesarea (mientras que Guillermo ejercía como Arzobispo de Tiro). Como arzobispos, Heraclio y Guillermo asistieron al Tercer Concilio Lateranense en 1179. En 1180, al morir el patriarca Amalarico de Nesle, Guillermo era el candidato oficial para el patriarcado, pero el rey Balduino IV de Jerusalén delegó la elección en su madre Inés de Courtenay, Señora de Sidón, y su séquito, al igual que ocurrió en la anterior en 1157. Inés y su corte eligieron a Heraclio el 16 de octubre de 1180.
Debido a que la mayoría de nuestra información sobre Heraclio procede de su rival Guillermo y de las crónicas de la Old French Continuation del siglo XIII, atribuida a Ernoul, a menudo Heraclio es considerado como un usurpador que corrompe la elección de patriarca. Le acusa de conseguir el patriarcado gracias a ser el amante de Inés, lo que podría ser solo rumores malintencionados propagados por su derrotado oponente. Vivió abiertamente con la viuda de un trapero de Nablus, Pasque de Riveri, que fue denominada la "señora del Patriarca", con la que tuvo al menos una hija. El concubinato clerical era algo habitual en el siglo XII. La declaración en el Old French Continuation de que Guillermo fue excomulgado en 1183 por Heraclio, y huyó del reino en busca de la ayuda del Papa en Roma, y allí fue obligado a morir envenenado, es totalmente falsa. Si fuera cierto, numerosos cronistas occidentales se hubieran hecho eco de este gran escándalo eclesiástico. Además, Guillermo no murió hasta 1185 o 1186, y llevó a cabo sus funciones como arzobispo hasta el día de su muerte.
En 1184, Heraclio, junto a Roger de Moulins, Gran Maestre de los Caballeros Hospitalarios, y Arnaldo de Torroja, Gran Maestre de los Caballeros Templarios, viajaron a Europa para buscar ayuda y solucionar la inminente crisis por la sucesión del reino. Llevaron con ellos las llaves de la ciudad de Jerusalén, del Santo Sepulcro y de la Torre de David, junto con otros recuerdos. La misión visitó Italia (Arnaldo de Torroja murió en Verona), y luego Francia e Inglaterra. Aquí se han celebrado varias reuniones con Enrique II de Inglaterra inicialmente en Reading, y después en Londres (consagrando la iglesia al nuevo priorato y sede Hospitalaria en Clerkenwell). El rey decidió acompañarlos hasta Francia, donde, a principios de mayo de 1185, se celebró una nueva reunión con Felipe II de Francia y se acordó enviar hombres y dinero para Tierra Santa. Heraclio no estaba satisfecho, ya que tenía la esperanza de volver a Jerusalén con él mismísimo rey Enrique II, o al menos con uno de sus hijos. Enrique II había prometido ir en cruzada algunos años después del asesinato de Tomás Becket; Heraclio le recordó el voto y declaró que él y sus hijos eran el mismísimo diablo cuando el rey decidió quedarse en su hogar.
Durante su estancia en Inglaterra, Heraclio consagró la Iglesia del Temple en Londres, la sede inglesa de la Orden del Temple; acto por el que es bien recordado hoy en día en Inglaterra. El cronista Ralph Níger informa que en esta misión Heraclio ofreció el reino de Jerusalén a Felipe II de Francia y a Enrique II de Inglaterra (pero ambos lo rechazaron) y a cualquier otro príncipe que estuviera disponible. Ralph alega que el enorme séquito y los opulentos ropajes de Heraclio ofendían en cierta medida la sensibilidad de muchos occidentales, que consideraban que esos excesivos lujos no eran acordes a un patriarca; seguramente si la parte oriental era tan rica, no necesitaban ayuda desde el oeste. El opulento estilo de vestir bizantino arraigó en la corte de Jerusalén desde el matrimonio de Amalarico I de Jerusalén con María Comnena. Otros cronistas, como Pedro de Blois, Geraldo de Gales, Herbert de Bosham y Rigord, quedaron más impresionados por las cualidades espirituales del Patriarca, al que describen como "vir sanctus et prudens", "vir sanctus" y "vitae sanctitatae no inferiores".
Heraclio regresó a Jerusalén a finales de 1185. Mientras tanto Balduino IV de Jerusalén había muerto y fue sucedido por su joven sobrino, Balduino V de Jerusalén. El joven rey murió en el verano de 1186. La heredera era su madre Sibila de Jerusalén, pero su marido, Guido de Lusignan, relativamente recién llegado al reino, fue ampliamente reprobado por la nobleza. Se decidió que Sibila fuera coronada solo después de que se divorciara de Guido; a cambio ella podría elegir libremente a su nuevo marido, convirtiéndolo automáticamente en rey. Heraclio la coronó. Para el asombro de la nobleza allí reunida cogió la corona y la colocó en la cabeza de Guido, con las palabras (tal como escribió Roger de Howden), "Te elijo como rey, y mi señor, y señor de la tierra de Jerusalén, porque aquellos a quienes Dios ha unido no debe separar el hombre." Nadie se atrevió a oponerse, y Heraclio ungió a Guido como rey de Jerusalén.
En 1187, Saladino invadió el reino, y cuando Guido marchó a enfrentarse a él, preguntó a Heraclio si deseaba marchar junto a él a la cabeza del ejército con la reliquia de la Vera Cruz. Como Heraclio estaba enfermo, los honores los hizo el Obispo de Acre. A pesar de la reliquia, el 4 de julio de 1187, Saladino infligió una dura derrota en la agobiante Batalla de los Cuernos de Hattin, capturando al rey. Heraclio informó inmediatamente al papa Urbano III de la batalla y sus duras secuelas, según la Crónica de Ernoul "El Papa Urbano, que estaba en Ferrara, murió de tristeza cuando oyó las noticias". En la misiva al Papa, Heraclio dijo que, sin ayuda externa, tanto Jerusalén, como Tiro caerían en el plazo de seis meses.
En Jerusalén Heraclio ordenó a Balián de Ibelín dirigir la defensa de la ciudad contra Saladino. También ordenó la extracción de la plata del pináculo de la Iglesia del Santo Sepulcro para hacer monedas con las que pagar a los defensores de la ciudad. Pero el 2 de octubre, Jerusalén fue finalmente forzada a capitular. Heraclio aconsejó a Balián llegar a un acuerdo en vez de luchar hasta la muerte, lo que condenaría a las mujeres y los niños de la ciudad a la esclavitud y la conversión forzosa. Heraclio ayudó a Balián a negociar la entrega con Saladino, lo que permitía a él y a la mayoría de los otros cristianos abandonar la ciudad sanos y salvos.
Él y Balián habían recolectado, y en gran medida contribuido, un rescate de 30.000 besantes por los ciudadanos más pobres. Este rescate llegaba para unas 18.000 personas, pero aún había 15.000 personas más. Heraclio y Balián se ofrecieron como rehenes a cambio de ellos, pero Saladino se negó, por lo que estos ciudadanos fueron esclavizados. Los dos hombres lideraron la última partida de refugiados desde la ciudad hasta un sitio seguro durante 40 días.
Imad al-Din al-Isfahani, el secretario de Saladino, alegó que Heraclio había despojado del oro a todos los relicarios de las iglesias del Monte del Templo, y llevaba un gran tesoro con él. Sin embargo, los escritores cristianos rehúsan tales acusaciones. En esa época, lo normal es que las iglesias se convirtieran en mezquitas, por lo que lo más probable es que los cristianos al retirarse se llevarán consigo los objetos que de otro modo hubieran sido destruidos. No se trataba de un tesoro personal.
Después de la captura de Jerusalén, Heraclio buscó refugio en Antioquía, junto con la reina Sibila. A continuación, tomó parte en la caída de Acre, donde su llegada alentó al ejército. Al igual que tantos otros, cayó enfermo durante la Tercera Cruzada en el invierno de 1190–1191, y murió.

## Ficción
Hasta la fecha, las representaciones de ficción de Heraclio son todos derivados de la negativa personalidad mostrada en el Old French Continuation y de Guillermo de Tiro: véase Nathan el Sabio de Gotthold Ephraim Lessing, El rey leproso de Zofia Kossak-Szczucka, El unicornio de Manuel Mujica Lainez, y Caballeros de oscuro renombre de Graham Shelby. En la película de 2005 Kingdom of Heaven, dirigida por Ridley Scott, Jon Finch interpreta un personaje cobarde y totalmente intolerante.
| Predecesor: Amalarico de Nesle | Patriarca de Jerusalén 1180 – 1191 | Sucesor: Aimaro, Monje de los Corbizzi |

- Datos: Q653774